# Jarmil Burghauser
Jarmil Michael Burghauser, född 21 oktober 1921 i Písek, Tjeckoslovakien, död 19 februari 1997, var en tjeckisk kompositör, dirigent och musikolog i Prag, Tjeckien. 

Efter Pragvåren var han på grund av sin impopularitet hos kommunistregimen tvungen att byta till pseudonymen Michal Hájků för att kunna skriva verk som anknöt till tiden före 1968, vilka han kallade Storie apocrifa della musica Boema.
Antonín Dvořáks samlade verk har referenser med Burghausers numrering, vilket föredrogs framför det mer vanliga opus nummer. Dvořáks verk publicerades inte i den ordning han skrev dem, men numrerades i den ordning de publicerades. Burghauser har varit normgivande för att skingra den efterföljande förvirringen, genom sin egen numrering av Dvořáks verk.